# Будівля Сербської культурно-освітньої асоціації «Просвета» в Сараєві
43°51′27″ пн. ш. 18°25′36″ сх. д. / 43.8574266° пн. ш. 18.4266529° сх. д.

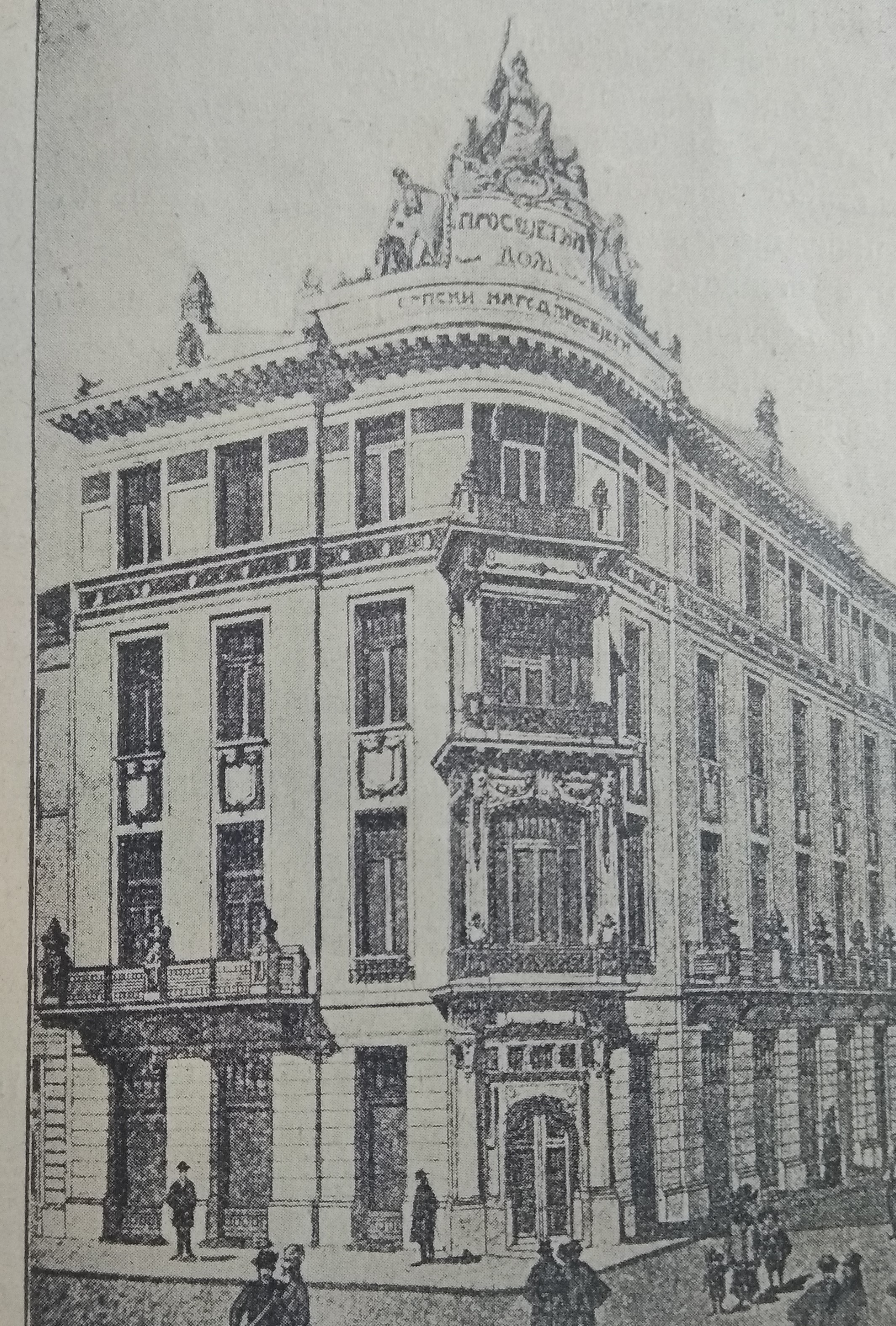
Будівля СПКД Просвета в Сараєво — архівний запис

Будівля Сербської культурно-освітньої асоціації «Просвета» в Сараєво розташована на перетині вулиць Обала Куліна бана та Сіме Мілютіновича в Сараєво.

## Історія
З часу приходу австро-угорського уряду в 1878 році в Боснії та Герцеговині було засновано кілька культурно-освітніх товариств. Головною метою культурно-освітніх товариств була допомога бідним, студентам та простим людям.
- З 1892 р. діє єврейське культурно-освітнє товариство " Ла Беневоленція ", основною метою якого є виховання молоді.
- У 1902 році було засновано хорватське товариство «Напредак» для залучення дітей до освоєння ремесел та набуття навичок торгівлі.
- «Просвета» — освітнє та культурне товариство сербів у Боснії та Герцеговині — було засноване 18 серпня 1902 року. Основне завдання товариства — допомогти прогресу сербського народу в Боснії та Герцеговині в освітній та культурній сфері.
- Гаджрет — товариство підтримки мусульманських учнів середніх шкіл та університетів Боснії та Герцеговини та Австро-Угорської монархії. Установчі збори «Гаджрету» відбулися 20 лютого 1903 року.

Для функціювання товариств було зведено будівлю, у якій були також житлові приміщення.

## Опис будівлі
Архітектори стежили за сучасними подіями, і сецесія була прийнята відносно швидко. Архітектура Боснії та Герцеговини вступила в нову фазу художнього впливу, але не вплинула на повну відмову від традиційних стилів, насамперед при будівництві сакральних та громадських будівель.
Будівничі прагнули створити архітектурне враження, близьке до модерну, із застосуванням різних декоративних елементів. .
Будівля Сербського культурно-освітнього товариства «Просвета» є яскравим прикладом модерну Триповерхова загальними розмірами 24 м х 13,50 м. Висота близько 23 м. . На першому поверсі — ігрові кімнати, дві вітальні, гардероб, комора та бібліотека. Приміщення на другому та третьому поверсі призначені для житлових приміщень.
У стилістичному оформленні фасаду в цілому та в окремих елементах переважають сецесіоністські декоративні форми. Багато сформований фасад, він розвивається з кута будівлі і виділений ризалітовою формою. В архітектурі модерну ризаліт є найпоширенішим мотивом у композиції фасаду, частково тому, що він є найбільш домінуючим мотивом на зовнішній стороні боснійського міського будинку.
Дизайн алегоричної фігури Просвітництва у вигляді пірамідальної композиції, розташованої на горищі над третім поверхом, належить до барокової спадщини. Це робота скульптора Мішо Стевича. До складу групи входять: алегорична фігура «Просвета», на колінах якої лежить дитина, фігури сербського селянина, громадянина та хлопчика та різні символічні мотиви: орел, книга, вінки, глобус тощо.

## Національна пам'ятка
Комісія з питань збереження національних пам'яток на своєму засіданні, що відбулося 20-26 січня 2009 року, вирішила визнати будівлю національним пам'ятником Боснії та Герцеговини. Це рішення було прийнято Комісією у такому складі: Зейнеп Ахунбай, Мартін Черрі, Амра Хаджімухамедович, Дубравко Ловренович (голова), Ліляна Шево.
Сьогодні будівля належить Сербській культурно-освітній асоціації «Просвета» в Сараєво.